# Имран Хан
Имран Хан (на урду: عِمران خان) е пакистански състезател по крикет и политик от партията Пакистанско движение за справедливост, министър-председател на Пакистан от 18 август 2018 г. до 10 април 2022г.

## Биография
Роден е на 25 ноември 1952 г. в Лахор в семейството на инженер от пущунски произход. Получава бакалавърска степен по философия и политически науки от Оксфордския университет, след което се занимава с крикет. Определян е като най-успешния капитан на националния отбор, който води и при единствената му световна купа през 1992 година. След края на спортната си кариера основава Пакистанското движение за справедливост и неколкократно е избиран за депутат.